# Croton morifolius
Croton morifolius là một loài thực vật có hoa trong họ Đại kích. Loài này được Willd. mô tả khoa học đầu tiên năm 1805.